# یک خیارشور آمریکایی
یک خیارشور آمریکایی (انگلیسی: An American Pickle) فیلمی کمدی-درام به کارگردانی برندن تراست و نوشتهٔ سیمون ریچ، براساس داستان کوتاه سال ۲۰۱۳ او، «بفروش» است. فیلم داستان یک کارگر یهودی به نام هرشل را روایت می‌کند که در سال ۱۹۱۹ در یک کارخانه ترشیجات کار می‌کند. او به‌طور اتفاقی در محفظه خیارشور، به مدت یک قرن حفظ می‌شود و در سال ۲۰۱۹، در بروکلین از خواب بیدار می‌شود و متوجه می‌شود تنها خویشاوند زنده او، نتیجه‌اش به نام بن است. ست روگن ایفاگر هر دو نقش است.
فیلم در ۶ اوت ۲۰۲۰ به صورت دیجیتالی در آمریکا منتشر شد و در چندین کشور دیگر نیز پخش شد. فیلم به‌طور کلی نقدهای مثبتی از منتقدان دریافت کرد و بازی دوگانه روگن مورد ستایش منتقدان قرار گرفت.

## داستان
هرشل گرینبام و همسرش، سارا، کارگران یهودی هستند. آن‌ها در سال ۱۹۱۹ برای فرار از دست قزاق‌ها از اروپای شرقی به آمریکا مهاجرت می‌کنند. هرشل شغلی در یک کارخانه ترشی پیدا می‌کند. یک روز، در حالی که مشغول به کار است، در خمرهٔ خیارشور می‌افتد. آن روز کارخانه به دلایل بهداشتی تعطیل بود و هرشل به مدت ۱۰۰ سال در آب نمک می‌ماند. او یک قرن بعد در بروکلین از خواب بیدار می‌شود و کشف می‌کند که تنها خویشاوند زندهٔ او، نتیجه‌اش به نام بن است و در ادامه با او دچار مشکلاتی می‌شود.

## بازیگران
- ست روگن در نقش هرشل گرینبام/ بن گرینبام
- سارا اسنوک در نقش سارا گرینبام
- الیوت گلازر در نقش کریستین
- جورما تاکونی در نقش لیام
- کارن الن در نقش کوین
- مولی اونسان در نقش کلارا
- کوین اروک در نقش دن برانت
- جوآنا پی.آدلر در نقش پروفسور کیم اکلاند
- شان والن در نقش دانشمند
- جفری کنتوم در نقش دیوید گرینبام
- کارول لیفیر در نقش سوزان گرینبام
- مارشا استفانی بلیک در نقش ساندرز
- لیز کاکوفسکی در نقش سوزان آمالی